# Vidal Sassoon
Pour les articles homonymes, voir Sassoon.
Pour les articles homonymes, voir Vidal.
Vidal Sassoon est un coiffeur britannique, né à Hammersmith un quartier de Londres le 17 janvier 1928 dans une famille juive, et mort le 9 mai 2012 à son domicile, à Los Angeles, dans le quartier de Bel Air.
Présenté par certains comme le « fondateur de la coiffure moderne », il est le fondateur avec Tommy Yeardye de la société Vidal Sassoon, et surtout l'inventeur du « lavé-séché », célèbre pour sa coupe « bob » et de façon plus générale pour ses coupes géométriques. Ses techniques sont de nos jours enseignées à la Vidal Sassoon Academy. La marque de produits coiffants appartient au groupe Procter & Gamble depuis les années 1980.

## Biographie

### Jeunesse
Il vit sept ans dans un orphelinat après que son père a abandonné sa famille pour une autre femme. Le jeune Vidal quitte l'école à l'âge de quatorze ans et enchaîne les petits boulots, notamment comme shampouineur dans un petit salon de coiffure. Sa mère l'aide lors de son apprentissage comme coiffeur, époque où il développe son goût pour les coupes géométriques.
Il rejoint les Forces de défense israéliennes et participe à la guerre de 1948 pour la fondation d'un État israélien. Plus tard, en 1982, il crée un organisme d'étude internationale sur l'antisémitisme.

### Coiffeur de renommée mondiale
Il ouvre son premier salon de coiffure à Londres en 1954 à l'âge de vingt-six ans. Mary Quant, styliste célèbre pour être une des instigatrices de la minijupe, le fait connaître en Angleterre après avoir porté une de ses coupes de cheveux dite « five-point cut ».
La carrière de Vidal Sassoon connaît un essor important dans les années 1960 du Swinging London avec ses coupes courtes, carrées, ou asymétriques. Selon les mots du célèbre visagiste Nicky Clarke : « Il a introduit les coupes « laver et sécher » aux alentours de 1963. Il a instillé cette vague de modernité. Il était très, très avant-gardiste… Il a appliqué tout cela à la coiffure. En même temps, il a libéré les femmes des rituels hebdomadaires contraignants, crêpage de cheveux et des casques chauffants. Il a lancé un nouveau look pour l'époque ».
Sa clientèle compte alors de nombreuses stars. Dès 1960, il coiffe Nancy Kwan pour le film The World of Suzie Wong. En 1968, dans le film de Roman Polanski Rosemary's Baby, la coupe à la garçonne de l'actrice Mia Farrow a été réalisée par Vidal Sassoon, ; il est alors payé 5 000 $ pour réaliser celle-ci. De même, le tournage de Répulsion avec Catherine Deneuve en 1966 se tient dans sa boutique. En 1969, l'actrice britannique Glenda Jackson fait appel à ses services afin d'imaginer une coupe pour son rôle dans le film Love.
Désormais appelé le « coiffeur des stars » comme l'était Kenneth Battelle, il lance dans les années 1980 sa propre marque de cosmétique (laque, shampoing), ainsi qu'une chaîne internationale de salons de coiffure. Andy Warhol pose en 1985 dans l'une des publicités pour la laque.
Le « style Sassoon » est devenu selon quelques critiques de mode « l’emblème de la liberté et de la bonne santé ». La fameuse coupe au bol caractéristique du style de Vidal Sassoon est aujourd'hui adoptée par de nombreuses stars comme Rihanna, Carey Mulligan et Agyness Deyn.

### Mort et héritage
Installé aux États-Unis depuis les années 1980, Vidal Sassoon meurt le 9 mai 2012 dans sa résidence de Bel-Air, sur les hauteurs de Los Angeles, après un long combat contre la leucémie. Dans son testament, il indique expressément déshériter son fils adoptif David, pour des raisons personnelles. Ses techniques d'« architecture du visage » et ses coupes des années 1960 restent malgré tout encore modernes de nos jours.